# Antonella Palmisano
Antonella Palmisano (Mottola, 6 de agosto de 1991) é uma atleta e campeã olímpica italiana da marcha atlética.
Nos Jogos Olímpicos de Verão de 2020 conquistou a medalha de ouro na prova de 20 km marcha atlética com o tempo de 1:29:12. Além disso, possui duas medalhas de bronze em campeonatos mundiais, Londres 2017 e Budapeste 2023.